# 路易·沃塞勒

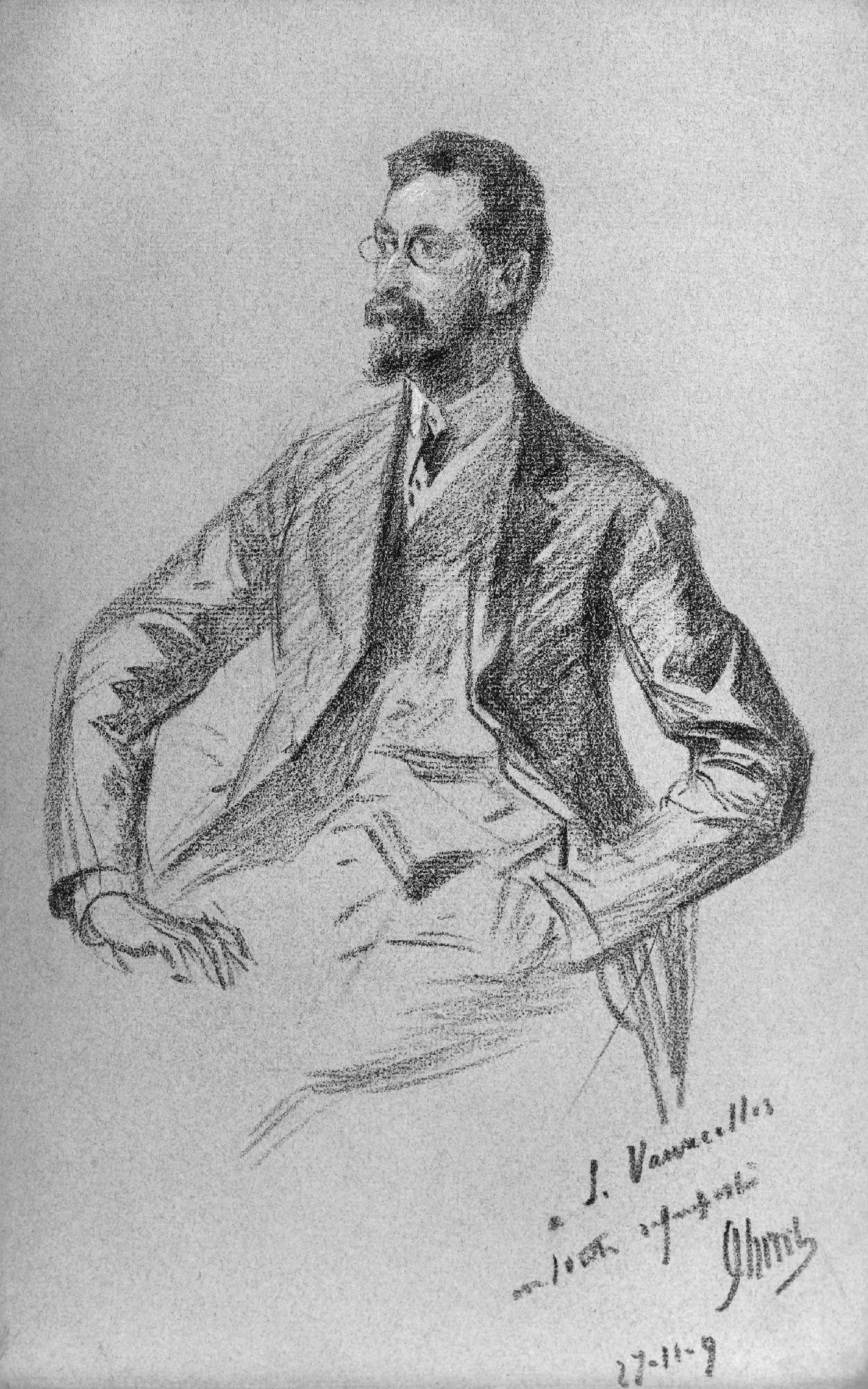
路易·沃塞勒像，1909，朱爾·謝雷繪

路易·沃塞勒（法語：Louis Vauxcelles，法語發音：[lwi vosɛl]；1870年1月1日—1943年7月）是一位法國藝術評論家，他創造出了野獸派（1905）和立體派（1908）這兩個詞。
野獸派一詞是為了描述亨利·馬蒂斯的展於1905年秋季沙龍的《戴帽子的女人》， 而立體派則是為了描繪乔治·布拉克展出於1908年秋季沙龍的作品。